# David Cunliffe

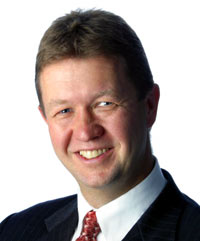
David Richard Cunliffe (2008)

David Richard Cunliffe (* 30. April 1963 in Te Aroha, Neuseeland) ist ein Politiker der New Zealand Labour Party. Er war ihr Parteiführer von September 2013 bis September 2014.

## Leben
David Richard Cunliffe wurde am 30. April 1963 als erster Sohn des Pastors William Richard Cunliffe und dessen Ehefrau Barbara Mary Tuke in Te Aroha in der Region Waikato geboren. Sein Bruder kam zwei Jahre später zur Welt. 1967 zog die Familie nach Te Kūiti und später nach Pleasant Point auf der Südinsel, wo Cunliffe die Pleasant Point High School besuchte und sein Vater in den 1970er Jahren Mitglied in der Labour Party wurde.
Im Jahr 1982 schloss Cunliffe am United World College of the Atlantic in Wales mit einem internationalen Baccalauréat ab, gefolgt von einem Bachelor-Grad an der University of Otago, wo er im Jahr 1986 studierte. Im Jahr 1993  absolvierte er ein Diplom in Ökonomie an der Massey University, gefolgt von einem Master of Public Administration an der Harvard University, an der er von 1994 bis 1995 als Student eingeschrieben war.
Beruflich war er zwischendurch in den Jahren von 1987 bis 1994 als Diplomat für das New Zealand Ministry of Foreign Affairs and Trade in Wellington, in Canberra, im Südpazifik und in Washington, D.C. tätig. Von 1995 bis 1999 arbeitete er als Business Strategy Adviser in dem Unternehmen der Boston Consulting Group in Auckland und für eine kurze Zeit als Community Worker im  Stadtteil Glen Eden der früheren Stadt Waitakere City, heute Auckland.

### Zeit im Parlament
Cunliffe gewann am 27. November 1999 den Wahlkreis Titirangi, einen Stadtteil von Waitakere City, und zog damit erstmals für die New Zealand Labour Party in das Neuseeländische Parlament ein. 2002 kandidierte er für den Wahlkreis New Lynn, ebenfalls Waitakere City zugehörig, und hielt den Wahlkreis bis zu seinem Rücktritt im April 2017.
Unter der Regierung von Helen Clark übernahm Cunliffe verschiedene Ministerämter an:
- Mai 2003 – Dez 2004 – Minister of State
- Dez 2004 – Nov 2007 – Minister for Information Technology
- Dez 2004 – Dez 2008 – Minister for Communications
- Nov 2005 – Nov 2007 – Minister for Immigration
- Nov 2007 – Nov 2008 – Minister for Communication and Information Technology
- Nov 2007 – Nov 2008 – Minister for Health

Hinzu kamen einige Posten als Associate Minister und als Sprecher seiner Partei für verschiedene Themengebiete.
Am 16. September 2013 übernahm Cunliffe die Rolle des Parteiführers seiner Partei und die Führung der Opposition im Parlament, eine Verantwortung, die er aber lediglich ein Jahr wahrnehmen konnte und mit Wirkung vom 27. September 2014 als Oppositionsführer und am 30. September 2014 als Parteiführer zurücktrat.

## Weitere Tätigkeiten
Im Februar 2020 wurde Cunliffe} zum Vorsitzenden des Board of Trustees der christlichen Selwyn Foundation in Neuseeland berufen.

## Auszeichnungen
- 2018 – Queen’s Service Order (QSO)[5]

## Familie
David Richard Cunliffe ist mit Karen Price verheiratet und hat zwei Söhne.